# Ayumu Ōhata
Ayumu Ōhata (大畑 歩夢, Ōhata Ayumu), né le 27 avril 2001 à Fukuoka au Japon, est un footballeur japonais évoluant au poste d'arrière gauche au Cerezo Osaka.

## Biographie

### Sagan Tosu
Né dans la préfecture de Fukuoka au Japon, Ayumu Ōhata est formé par le Sagan Tosu. Le 11 décembre 2019, alors qu'il évolue avec les U19 du club, il est promu équipe première. Il fait ses débuts en professionnel avec le Sagan Tosu le 5 août 2020, lors d'un match de coupe de la Ligue japonaise contre le Yokohama FC. Il est titulaire lors de cette rencontre perdue par son équipe par un but à zéro. Trois jours plus tard, il fait sa première apparition en championnat, face aux Kashima Antlers. Il entre en jeu à la place de Shinya Nakano lors de cette rencontre perdue par son équipe (2-0).

### Urawa Red Diamonds
Le 25 décembre 2021 est annoncé le transfert de Ayumu Ōhata au Urawa Red Diamonds,.

### OH Louvain
Le 29 janvier 2025, Ayumu Ōhata rejoint la Belgique en signant en faveur de l'OH Louvain pour un contrat courant jusqu'en juin 2027. Il arrive notamment pour renforcer le poste d'arrière gauche après le départ d'Hamza Mendyl,.

### Cerezo Osaka
Peu utilisé à Louvain, Ayumu Ōhata quitte le club au bout de sept mois. Il retrouve le Japon en signant le 11 août 2025 avec le Cerezo Osaka,.

### En sélection
En octobre 2020, Ayumu Ōhata est appelé pour la première fois avec l'équipe du Japon des moins de 19 ans.